# Iberococcus gomezmenori
Iberococcus gomezmenori är en insektsart som beskrevs av Matile-ferrero 1984. Iberococcus gomezmenori ingår i släktet Iberococcus och familjen ullsköldlöss.
Artens utbredningsområde är Tunisien. Inga underarter finns listade i Catalogue of Life.